# Simon Le Moyne
Simon Le Moyne (Beauvais, 22 octobre 1604 - Montréal, 24 novembre 1665) est un missionnaire jésuite français.

## Biographie
Entré dans la Compagnie de Jésus à Rouen le 10 décembre 1622, il étudie la philosophie au Collège de Clermont à Paris (1624-1627) avant d'être envoyé au Canada en 1638. Il travaille alors à la mission huronne de Pierre-Joseph-Marie Chaumonot et François-Joseph Bressani. 
C’est surtout comme ambassadeur de la paix auprès des Iroquois que le père Simon Le Moyne appartient à l’histoire. En 1653, une paix – de courte durée – avait été signée entre les Iroquois et les Français. À la suite de ce traité chancelant et souvent rompu, le père Le Moyne a fait six fois, de 1654 à 1662, le voyage d’Iroquoisie, toujours en ambassade de paix, toujours au péril de sa vie. 
Un des premiers à pénétrer chez les Onontagués, il explore la zone jusqu'à La Nouvelle-Amsterdam (1654) au cours duquel il rencontre Johannes Megapolensis, le pasteur calviniste local, et échange avec lui, notamment sur la religion. Il lui envoie trois ouvrages, un sur la succession pontificale, un sur les différentes hérésies et un sur les conciles. Il fait cela dans l'espoir de montrer les contradictions protestantes telles qu'il les conçoit en tant que catholique. Capturé par les Iroquois en 1661, il est torturé puis sauvé par un chef converti. 
Il paraît avoir été une personne proche de Nicolas Fouquet, qui avait de grandes ambitions maritimes et commerciales. On le retrouve en effet dans son cercle, notamment à Saint-Mandé.

## Hommage
Le Moyne College à Syracuse (New York) a été nommé en son honneur. 